# Apolysis major
Apolysis major är en tvåvingeart som beskrevs av Zaitzev 1975. Apolysis major ingår i släktet Apolysis och familjen svävflugor.
Artens utbredningsområde är Mongoliet. Inga underarter finns listade i Catalogue of Life.